# Nanochilus palembanicus
Nanochilus palembanicus är en enhjärtbladig växtart som först beskrevs av Friedrich Anton Wilhelm Miquel, och fick sitt nu gällande namn av Karl Moritz Schumann. Nanochilus palembanicus ingår i släktet Nanochilus och familjen Zingiberaceae. Inga underarter finns listade i Catalogue of Life.